# Torneo Apertura 2004 Primera División 'A'
El Torneo Apertura 2004 representó la primera vuelta del ciclo futbolístico 2004-2005 en la Primera División A, fue el décimo séptimo torneo corto y parte de la decimoséptima temporada de la división de ascenso de México. Se celebró entre los meses de agosto y diciembre de 2004.
El club San Luis fue el equipo que sustituyó al ascendido Dorados de Sinaloa y se destacó su dominio por encima de los demás clubes al ser el líder del torneo en puntuación y goles durante la temporada regular, algo que finalmente le llevaría a coronarse campeón del torneo al derrotar al Atlético Mexiquense en la final. Por otra parte, los equipos Pachuca Juniors y Lobos BUAP ascendieron desde la Segunda División.
Como es costumbre en esta competencia continuaron los cambios de franquicia y sede de conjuntos que habían participado en la temporada anterior, el cambio más destacado fue el resurgimiento del Querétaro Fútbol Club que tras haber sido adquirido y desaparecido por la Femexfut unos nuevos directivos compraron la franquicia perteneciente a Leones de Morelos que fue trasladada a suelo queretano. El equipo que durante la temporada 2003-2004 tuvo los nombres de Inter Riviera Maya y Azucareros de Córdoba se convirtió en Huracanes de Colima. Por último, el conjunto de Guerreros de Tlaxcala fue trasladado por el Grupo Pegaso a Ciudad Obregón, Sonora donde pasó a llamarse Pioneros de Obregón.
Por otro lado, la directiva del Guadalajara trasladó a su filial Tapatío a la ciudad de La Piedad, Michoacán donde pasó a jugar como Chivas La Piedad. Además el Atlante trasladó a su filial Guerreros de Acapulco al Estadio Neza 86 donde asumió el nombre de Potros Neza. También los Tigres de la UANL recuperaron su franquicia Tigrillos, que había sido prestada al América, motivo por el cual los mini-felinos abandonaron la cancha del Azteca para jugar en el Centenario de Los Mochis.
El torneo se destacó por el dominio del ya citado Club San Luis, una ventaja que se materializó en el campeonato. También se hizo notar la presencia de otros clubes como Atlético Mexiquense, León, Querétaro, Mérida y Cobras. Mientras que por la parte baja de la tabla los Estudiantes de Santander ocuparon la última plaza al haber acumulado únicamente 14 puntos.

## Sistema de competición
Los 20 equipos participantes se dividieron en 4 grupos de 5 equipos, juegan todos contra todos a una sola ronda, por lo que cada equipo jugó 19 partidos; al finalizar la temporada regular de 19 jornadas califican a la liguilla los 2 primeros lugares de cada grupo, y los 4 mejores ubicados en la tabla general califican al repechaje de donde salen los últimos 2 equipos para la Eliminación directa.
- Fase de calificación: es la fase regular de clasificación que se integra por las 19 jornadas del torneo de aquí salen los mejores 8 equipos para la siguiente fase.

- Fase final: se sacarán o calificarán los mejores 8 de la tabla general y se organizarán los cuartos de final con el siguiente orden: 1º vs 8º, 2º vs 7º, 3º vs 6º y 4º vs 5º, siguiendo así con semifinales, y por último la final, todos los partidos de la fase final serán de ida y vuelta.

### Fase de calificación
En la fase de calificación participaron 20 clubes de la Primera División A profesional jugando todos contra todos durante las 19 jornadas respectivas, a un solo partido. 
Se observará el sistema de puntos. La ubicación en la tabla general está sujeta a lo siguiente:
- Por juego ganado se obtendrán tres puntos.
- Por juego empatado se obtendrá un punto.
- Por juego perdido no se otorgan puntos.

El orden de los clubes al final de la Fase de Calificación del Torneo corresponderá a la suma de los puntos obtenidos por cada uno de ellos y se presentará en forma descendente. Si al finalizar las 177 jornadas del Torneo, dos o más clubes estuviesen empatados en puntos, su posición en la Tabla general será determinada atendiendo a los siguientes criterios de desempate:
1. Mejor diferencia entre los goles anotados y recibidos.
2. Mayor número de goles anotados.
3. Marcadores particulares entre los clubes empatados.
4. Mayor número de goles anotados como visitante.
5. Mejor ubicación en la Tabla general de cocientes.
6. Tabla Fair Play.
7. Sorteo.

Participan por el título de Campeón de la Primera División 'A' en el Torneo Apertura 2004, automáticamente los primeros 4 lugares de cada grupo sin importar su ubicación en la tabla general calificaran, más los segundos mejores 4 lugares de cada grupo, si algún segundo lugar se ubicara bajo los primeros 8 lugares de la tabla general accederá a una fase de reclasificación contra un tercer o cuarto lugar ubicado entre los primeros ocho lugares de la tabla general. Tras la fase de reclasificación los equipos clasificados a cuartos de final por el título serán 8; estos se ordenarán según su posición general en la tabla, si alguno más bajo eliminara a uno más alto, los equipos se recorrerán según su lugar obtenido.

### Fase final
- Calificarán los mejores ocho equipos de la tabla general jugando Cuartos de final en el siguiente orden de enfrentamiento, que será el mejor contra el peor equipo

clasificado:
- 1° vs 8°
- 2° vs 7°
- 3° vs 6°
- 4° vs 5°

- En semifinales participarán los cuatro clubes vencedores de cuartos de final, reubicándolos del uno al cuatro, de acuerdo a su mejor posición en la Tabla general de clasificación al término de la jornada 19, enfrentándose 1° vs 4° y 2° vs 3°.

- Disputarán el título de Campeón del Torneo Apertura 2004 los dos clubes vencedores de la fase semifinal.

Todos los partidos de esta fase serán en formato de ida y vuelta, eligiendo siempre el club que haya quedado mejor ubicado en la Tabla general de clasificación el horario de su partido como local.
En este torneo el club que ganara el título obtiene su derecho de ser necesario el juego de ascenso a Primera División Profesional; para que tal juego se pueda efectuar deberá haber un ganador distinto en el Torneo Clausura 2005, en caso de que el campeón vigente lograra ganar dicho campeonato, ascenderá automáticamente sin necesidad de jugar esta serie.

## Equipos participantes
| Entidad Federativa | N.º | Equipos                                 |
| ------------------ | --- | --------------------------------------- |
| Guanajuato         | 2   | Celaya y León                           |
| Tamaulipas         | 2   | Correcaminos y Estudiantes de Santander |
| Estado de México   | 2   | Atlético Mexiquense y Potros Neza       |
| Veracruz           | 1   | Coatzacoalcos                           |
| Michoacán          | 1   | Chivas La Piedad                        |
| Estado de Durango  | 1   | Alacranes de Durango                    |
| Yucatán            | 1   | Mérida                                  |
| Chihuahua          | 1   | Cobras de Ciudad Juárez                 |
| Oaxaca             | 1   | Cruz Azul Oaxaca                        |
| Tabasco            | 1   | Tabasco                                 |
| San Luis Potosí    | 1   | San Luis                                |
| Sonora             | 1   | Pioneros de Obregón                     |
| Querétaro          | 1   | Querétaro                               |
| Sinaloa            | 1   | Tigrillos Broncos                       |
| Colima             | 1   | Huracanes de Colima                     |
| Hidalgo            | 1   | Pachuca Juniors                         |
| Puebla             | 1   | Lobos BUAP                              |

### Información sobre los equipos participantes
| Equipo                   | Ciudad                                  | Estadio                  | Capacidad |
| ------------------------ | --------------------------------------- | ------------------------ | --------- |
| Alacranes de Durango     | Durango, Durango                        | Francisco Zarco          | 15,000    |
| Atlético Mexiquense      | Toluca, Estado de México                | Nemesio Díez             | 35,000    |
| Celaya                   | Celaya, Guanajuato                      | Miguel Alemán Valdés     | 25,000    |
| Chivas La Piedad         | La Piedad, Michoacán                    | Juan N. López            | 17,000    |
| Coatzacoalcos            | Coatzacoalcos, Veracruz                 | Rafael Hernández Ochoa   | 4,800     |
| Cobras                   | Ciudad Juárez, Chihuahua                | Olímpico Benito Juárez   | 22,000    |
| Correcaminos             | Ciudad Victoria, Tamaulipas             | Marte R. Gómez           | 19,000    |
| Cruz Azul Oaxaca         | Oaxaca, Oaxaca                          | Benito Juárez            | 15,000    |
| Estudiantes de Santander | Altamira, Tamaulipas                    | Altamira                 | 13,500    |
| Huracanes de Colima      | Colima, Colima                          | Colima                   | 17,000    |
| León                     | León, Guanajuato                        | León                     | 30,000    |
| Lobos BUAP               | Puebla, Puebla                          | Olímpico de la BUAP      | 20,000    |
| Mérida                   | Mérida, Yucatán                         | Carlos Iturralde Rivero  | 18,000    |
| Pachuca Juniors          | Pachuca, Hidalgo                        | Hidalgo                  | 30,000    |
| Pioneros de Obregón      | Ciudad Obregón, Sonora                  | Manuel Piri Sagasta      | 4,000     |
| Potros Neza              | Ciudad Nezahualcóyotl, Estado de México | Neza 86                  | 30,000    |
| Querétaro                | Santiago de Querétaro, Querétaro        | Estadio Corregidora      | 35,000    |
| San Luis                 | San Luis Potosí, San Luis Potosí        | Alfonso Lastras          | 28,000    |
| Tabasco                  | Villahermosa, Tabasco                   | Olímpico de Villahermosa | 5,000     |
| Tigrillos Broncos        | Los Mochis, Sinaloa                     | Centenario LM            | 7,000     |

## Torneo Regular
| Querétaro           | 1-1 | Atlético Mexiquense      | Corregidora            | 15 de septiembre | 15:00 |
| Lobos BUAP          | 1-1 | Durango                  | Cuauhtémoc             | 7 de agosto      | 15:00 |
| Mérida              | 2-2 | Estudiantes de Santander | Carlos Iturralde       | 7 de agosto      |       |
| Cobras              | 1-0 | Pioneros de Obregón      | Olímpico Benito Juárez | 7 de agosto      | 17:00 |
| Tigrillos Broncos   | 2-1 | Celaya                   | Universitario de N.L.  | 7 de agosto      |       |
| San Luis            | 5-0 | Potros Neza              | Alfonso Lastras        | 7 de agosto      | 19:00 |
| Correcaminos        | 2-2 | Pachuca Juniors          | Marte R. Gómez         | 20:30            |       |
| León                | 3-4 | Tabasco                  | Nou Camp               | 8 de agosto      | 12:00 |
| Huracanes de Colima | 0-0 | Coatzacoalcos            | Colima                 | 8 de agosto      | 16:00 |
| Chivas La Piedad    | 0-1 | Cruz Azul Oaxaca         | Juan N. López          | 8 de agosto      | 16:00 |

| Pachuca Juniors          | 3-0 | Querétaro           | Hidalgo                  | 12 de agosto | 20:00 |
| Potros Neza              | 0-1 | Lobos BUAP          | Neza 86                  | 13 de agosto | 15:00 |
| Atlético Mexiquense      | 2-0 | Huracanes de Colima | Nemesio Díez             | 14 de agosto | 15:00 |
| Coatzacoalcos            | 0-1 | Cobras              | Rafael Hernández Ochoa   | 14 de agosto | 15:30 |
| Pioneros de Obregón      | 1-0 | San Luis            | Hundido ITSON            | 14 de agosto | 18:00 |
| Celaya                   | 0-2 | León                | Miguel Alemán Valdés     | 14 de agosto | 20:00 |
| Cruz Azul Oaxaca         | 2-1 | Tigrillos Broncos   | Benito Juárez            | 14 de agosto | 20:15 |
| Durango                  | 4-0 | Chivas La Piedad    | Francisco Zarco          | 14 de agosto | 20:30 |
| Estudiantes de Santander | 0-1 | Correcaminos        | Altamira                 | 15 de agosto | 15:00 |
| Tabasco                  | 0-0 | Mérida              | Olímpico de Villahermosa | 15 de agosto | 19:00 |

| Potros Neza         | 4-1 | Pioneros de Obregón      | Neza 86                | 20 de agosto | 15:00 |
| San Luis            | 2-1 | Coatzacoalcos            | Alfonso Lastras        | 20 de agosto | 20:45 |
| Lobos BUAP          | 2-0 | Chivas La Piedad         | Olímpico de la BUAP    | 21 de agosto | 15:00 |
| Mérida              | 4-2 | Celaya                   | Carlos Iturralde       | 21 de agosto | 15:00 |
| Tigrillos Broncos   | 2-2 | Durango                  | Guasave 89             | 21 de agosto | 17:00 |
| Cobras              | 0-1 | Atlético Mexiquense      | Olímpico Benito Juárez | 21 de agosto | 17:00 |
| Querétaro           | 2-1 | Estudiantes de Santander | Corregidora            | 21 de agosto | 19:00 |
| Correcaminos        | 2-2 | Tabasco                  | Marte R. Gómez         | 21 de agosto | 20:30 |
| León                | 0-1 | Cruz Azul Oaxaca         | Nou Camp               | 22 de agosto | 12:00 |
| Huracanes de Colima | 3-1 | Pachuca Juniors          | Colima                 | 22 de agosto | 16:00 |

| Pachuca Juniors          | 0-0 | Cobras              | Hidalgo                  | 26 de agosto | 20:00 |
| Coatzacoalcos            | 2-0 | Potros Neza         | Rafael Hernández Ochoa   | 27 de agosto | 20:00 |
| Atlético Mexiquense      | 0-2 | San Luis            | Nemesio Díez             | 28 de agosto | 15:00 |
| Pioneros de Obregón      | 2-0 | Lobos BUAP          | Manuel Piri Sagasta      | 28 de agosto | 17:30 |
| Celaya                   | 1-1 | Correcaminos        | Miguel Alemán Valdés     | 28 de agosto | 20:00 |
| Tabasco                  | 3-3 | Querétaro           | Olímpico de Villahermosa | 28 de agosto | 20:00 |
| Cruz Azul Oaxaca         | 2-1 | Mérida              | Benito Juárez            | 28 de agosto | 20:15 |
| Durango                  | 0-2 | León                | Francisco Zarco          | 28 de agosto | 20:30 |
| Estudiantes de Santander | 1-2 | Huracanes de Colima | Altamira                 | 29 de agosto | 15:00 |
| Chivas La Piedad         | 0-0 | Tigrillos Broncos   | Juan N. López            | 29 de agosto | 16:00 |

| Potros Neza         | 0-2 | Atlético Mexiquense      | Neza 86                | 1 de septiembre | 15:00 |
| Lobos BUAP          | 1-0 | Tigrillos Broncos        | Olímpico de la BUAP    | 1 de septiembre | 15:00 |
| Huracanes de Colima | 2-1 | Tabasco                  | Colima                 | 1 de septiembre | 16:00 |
| Cobras              | 3-0 | Estudiantes de Santander | Olímpico Benito Juárez | 1 de septiembre | 17:00 |
| Correcaminos        | 0-0 | Cruz Azul Oaxaca         | Marte R. Gómez         | 1 de septiembre | 20:30 |
| Querétaro           | 1-2 | Celaya                   | Corregidora            | 1 de septiembre | 20:30 |
| Mérida              | 1-1 | Durango                  | Carlos Iturralde       | 1 de septiembre | 20:30 |
| León                | 3-0 | Chivas La Piedad         | Nou Camp               | 1 de septiembre | 20:30 |
| Pioneros de Obregón | 1-0 | Coatzacoalcos            | Manuel Piri Sagasta    | 1 de septiembre | 20:30 |
| San Luis            | 2-2 | Pachuca Juniors          | Alfonso Lastras        | 1 de septiembre | 20:45 |

| Atlético Mexiquense      | 0-0 | Pioneros de Obregón | Nemesio Díez             | 4 de septiembre | 15:00 |
| Coatzacoalcos            | 2-2 | Lobos BUAP          | Rafael Hernández Ochoa   | 4 de septiembre | 15:30 |
| Tigrillos Broncos        | 0-0 | León                | Guasave 89               | 4 de septiembre | 17:00 |
| Pachuca Juniors          | 1-0 | Potros Neza         | Hidalgo                  | 4 de septiembre | 19:00 |
| Celaya                   | 1-1 | Huracanes de Colima | Miguel Alemán Valdés     | 4 de septiembre | 20:00 |
| Tabasco                  | 0-1 | Cobras              | Olímpico de Villahermosa | 4 de septiembre | 20:00 |
| Cruz Azul Oaxaca         | 1-2 | Querétaro           | Benito Juárez            | 4 de septiembre | 20:15 |
| Durango                  | 2-2 | Correcaminos        | Francisco Zarco          | 5 de septiembre | 12:00 |
| Estudiantes de Santander | 2-2 | San Luis            | Altamira                 | 5 de septiembre | 15:00 |
| Chivas La Piedad         | 2-2 | Mérida              | Juan N. López            | 5 de septiembre | 16:00 |

| Potros Neza         | 4-0 | Estudiantes de Santander | Neza 86                | 10 de septiembre | 15:00 |
| San Luis            | 6-0 | Tabasco                  | Alfonso Lastras        | 10 de septiembre | 20:45 |
| Lobos BUAP          | 1-1 | León                     | Olímpico de la BUAP    | 11 de septiembre | 15:00 |
| Mérida              | 1-2 | Tigrillos Broncos        | Carlos Iturralde       | 11 de septiembre | 15:00 |
| Coatzacoalcos       | 1-2 | Atlético Mexiquense      | Rafael Hernández Ochoa | 11 de septiembre | 15:30 |
| Cobras              | 1-0 | Celaya                   | Olímpico Benito Juárez | 11 de septiembre | 17:00 |
| Querétaro           | 3-2 | Durango                  | Corregidora            | 11 de septiembre | 19:00 |
| Pioneros de Obregón | 1-0 | Pachuca Juniors          | Manuel Piri Sagasta    | 11 de septiembre | 19:00 |
| Correcaminos        | 2-0 | Chivas La Piedad         | Marte R. Gómez         | 11 de septiembre | 20:30 |
| Huracanes de Colima | 1-1 | Cruz Azul Oaxaca         | Colima                 | 12 de septiembre | 16:00 |

| Pachuca Juniors          | 4-0 | Coatzacoalcos       | Hidalgo                  | 16 de septiembre | 20:00 |
| Tigrillos Broncos        | 2-1 | Correcaminos        | Centenario LM            | 18 de septiembre | 17:00 |
| Tabasco                  | 3-2 | Potros Neza         | Olímpico de Villahermosa | 18 de septiembre | 20:00 |
| Celaya                   | 3-2 | San Luis            | Miguel Alemán Valdés     | 18 de septiembre | 20:00 |
| Cruz Azul Oaxaca         | 1-1 | Cobras              | Benito Juárez            | 18 de septiembre | 20:15 |
| León                     | 1-1 | Mérida              | Nou Camp                 | 19 de septiembre | 12:00 |
| Atlético Mexiquense      | 1-1 | Lobos BUAP          | Nemesio Díez             | 19 de septiembre | 12:00 |
| Durango                  | 3-0 | Huracanes de Colima | Francisco Zarco          | 19 de septiembre | 12:00 |
| Estudiantes de Santander | 2-2 | Pioneros de Obregón | Altamira                 | 19 de septiembre | 15:00 |
| Chivas La Piedad         | 3-2 | Querétaro           | Juan N. López            | 19 de septiembre | 16:00 |

| Potros Neza         | 1-1 | Celaya                   | Neza 86                | 24 de septiembre | 15:00 |
| San Luis            | 4-1 | Cruz Azul Oaxaca         | Alfonso Lastras        | 24 de septiembre | 20:45 |
| Lobos BUAP          | 4-4 | Mérida                   | Olímpico de la BUAP    | 25 de septiembre | 15:00 |
| Coatzacoalcos       | 2-0 | Estudiantes de Santander | Rafael Hernández Ochoa | 25 de septiembre | 15:30 |
| Cobras              | 2-1 | Durango                  | Olímpico Benito Juárez | 25 de septiembre | 17:00 |
| Querétaro           | 2-1 | Tigrillos Broncos        | Corregidora            | 25 de septiembre | 19:00 |
| Pioneros de Obregón | 1-2 | Tabasco                  | Manuel Piri Sagasta    | 25 de septiembre | 19:00 |
| Correcaminos        | 1-1 | León                     | Marte R. Gómez         | 25 de septiembre | 20:30 |
| Atlético Mexiquense | 2-0 | Pachuca Juniors          | Nemesio Díez           | 26 de septiembre | 12:00 |
| Huracanes de Colima | 1-1 | Chivas La Piedad         | Colima                 | 26 de septiembre | 16:00 |

| Chivas La Piedad         | 4-3 | Cobras              | Juan N. López            | 29 de septiembre | 15:00 |
| Estudiantes de Santander | 2-1 | Atlético Mexiquense | Altamira                 | 29 de septiembre | 15:00 |
| Tigrillos Broncos        | 1-1 | Huracanes de Colima | Centenario LM            | 29 de septiembre | 17:00 |
| Pachuca Juniors          | 0-1 | Lobos BUAP          | Hidalgo                  | 29 de septiembre | 17:00 |
| Durango                  | 3-3 | San Luis            | Francisco Zarco          | 29 de septiembre | 17:00 |
| Cruz Azul Oaxaca         | 1-2 | Potros Neza         | Benito Juárez            | 29 de septiembre | 20:15 |
| Tabasco                  | 3-1 | Coatzacoalcos       | Olímpico de Villahermosa | 29 de septiembre | 20:30 |
| León                     | 3-1 | Querétaro           | Nou Camp                 | 29 de septiembre | 20:30 |
| Mérida                   | 0-1 | Correcaminos        | Carlos Iturralde         | 29 de septiembre | 20:30 |
| Celaya                   | 1-1 | Pioneros de Obregón | Miguel Alemán Valdés     | 29 de septiembre | 20:30 |

| Pachuca Juniors     | 3-1 | Estudiantes de Santander | Hidalgo                | 2 de octubre | 12:00 |
| Lobos BUAP          | 4-1 | Correcaminos             | Olímpico de la BUAP    | 2 de octubre | 15:00 |
| Coatzacoalcos       | 4-1 | Celaya                   | Rafael Hernández Ochoa | 2 de octubre | 15:30 |
| Cobras              | 2-1 | Tigrillos Broncos        | Olímpico Benito Juárez | 2 de octubre | 16:00 |
| Querétaro           | 3-3 | Mérida                   | Corregidora            | 2 de octubre | 19:00 |
| Pioneros de Obregón | 2-2 | Cruz Azul Oaxaca         | Manuel Piri Sagasta    | 2 de octubre | 19:00 |
| San Luis            | 5-2 | Chivas La Piedad         | Alfonso Lastras        | 2 de octubre | 19:00 |
| Atlético Mexiquense | 1-0 | Tabasco                  | Nemesio Díez           | 3 de octubre | 12:00 |
| Potros Neza         | 0-0 | Durango                  | Neza 86                | 3 de octubre | 15:00 |
| Huracanes de Colima | 3-0 | León                     | Colima                 | 3 de octubre | 16:00 |

| Mérida                   | 0-0 | Huracanes de Colima | Carlos Iturralde         | 8 de octubre  | 20:30 |
| Durango                  | 1-0 | Pioneros de Obregón | Francisco Zarco          | 9 de octubre  | 12:00 |
| Tigrillos Broncos        | 2-1 | San Luis            | Centenario LM            | 9 de octubre  | 17:00 |
| Celaya                   | 0-0 | Atlético Mexiquense | Miguel Alemán Valdés     | 9 de octubre  | 20:00 |
| Tabasco                  | 2-1 | Pachuca Juniors     | Olímpico de Villahermosa | 9 de octubre  | 20:00 |
| Cruz Azul Oaxaca         | 2-2 | Coatzacoalcos       | Benito Juárez            | 9 de octubre  | 20:15 |
| Correcaminos             | 0-2 | Querétaro           | Marte R. Gómez           | 9 de octubre  | 20:30 |
| León                     | 2-1 | Cobras              | Nou Camp                 | 10 de octubre | 12:00 |
| Estudiantes de Santander | 3-0 | Lobos BUAP          | Altamira                 | 10 de octubre | 15:00 |
| Chivas La Piedad         | 0-1 | Potros Neza         | Juan N. López            | 10 de octubre | 16:00 |

| Pachuca Juniors          | 0-2 | Celaya            | Hidalgo                | 14 de octubre | 20:00 |
| Potros Neza              | 1-2 | Tigrillos Broncos | Neza 86                | 15 de octubre | 15:00 |
| San Luis                 | 1-0 | León              | Alfonso Lastras        | 15 de octubre | 20:45 |
| Atlético Mexiquense      | 3-2 | Cruz Azul Oaxaca  | Nemesio Díez           | 16 de octubre | 15:00 |
| Lobos BUAP               | 3-3 | Querétaro         | Olímpico de la BUAP    | 16 de octubre | 15:00 |
| Cobras                   | 1-2 | Mérida            | Olímpico Benito Juárez | 16 de octubre | 16:00 |
| Pioneros de Obregón      | 4-1 | Chivas La Piedad  | Manuel Piri Sagasta    | 16 de octubre | 19:00 |
| Coatzacoalcos            | 2-1 | Durango           | Rafael Hernández Ochoa | 16 de octubre | 20:00 |
| Estudiantes de Santander | 0-0 | Tabasco           | Altamira               | 17 de octubre | 15:00 |
| Huracanes de Colima      | 0-3 | Correcaminos      | Colima                 | 17 de octubre | 16:00 |

| Celaya            | 1-1 | Estudiantes de Santander | Miguel Alemán Valdés     | 22 de octubre | 17:00 |
| Mérida            | 1-1 | San Luis                 | Carlos Iturralde         | 22 de octubre | 20:30 |
| Tigrillos Broncos | 2-0 | Pioneros de Obregón      | Centenario LM            | 23 de octubre | 17:00 |
| Tabasco           | 1-2 | Lobos BUAP               | Olímpico de Villahermosa | 23 de octubre | 18:00 |
| Querétaro         | 2-0 | Huracanes de Colima      | Corregidora              | 23 de octubre | 19:00 |
| Cruz Azul Oaxaca  | 1-3 | Pachuca Juniors          | Benito Juárez            | 23 de octubre | 20:15 |
| Correcaminos      | 1-0 | Cobras                   | Marte R. Gómez           | 23 de octubre | 20:30 |
| León              | 2-1 | Potros Neza              | Nou Camp                 | 24 de octubre | 12:00 |
| Durango           | 3-2 | Atlético Mexiquense      | Francisco Zarco          | 24 de octubre | 12:00 |
| Chivas La Piedad  | 3-3 | Coatzacoalcos            | Juan N. López            | 24 de octubre | 16:00 |

| Cobras                   | 1-2 | Querétaro           | Olímpico Benito Juárez   | 27 de octubre | 15:00 |
| Potros Neza              | 1-1 | Mérida              | Neza 86                  | 27 de octubre | 15:00 |
| Atlético Mexiquense      | 3-1 | Chivas La Piedad    | Nemesio Díez             | 27 de octubre | 15:00 |
| Lobos BUAP               | 0-1 | Huracanes de Colima | Olímpico de la BUAP      | 27 de octubre | 15:00 |
| Estudiantes de Santander | 2-1 | Cruz Azul Oaxaca    | Altamira                 | 27 de octubre | 15:00 |
| Coatzacoalcos            | 1-0 | Tigrillos Broncos   | Rafael Hernández Ochoa   | 27 de octubre | 20:00 |
| Tabasco                  | 1-1 | Celaya              | Olímpico de Villahermosa | 27 de octubre | 20:00 |
| Pioneros de Obregón      | 1-0 | León                | Manuel Piri Sagasta      | 27 de octubre | 20:30 |
| San Luis                 | 2-0 | Correcaminos        | Alfonso Lastras          | 27 de octubre | 21:00 |
| Pachuca Juniors          | 2-2 | Durango             | Hidalgo                  | 28 de octubre | 12:00 |

| Mérida              | 3-1 | Pioneros de Obregón      | Carlos Iturralde     | 29 de octubre | 20:30 |
| Tigrillos Broncos   | 2-1 | Atlético Mexiquense      | Centenario LM        | 30 de octubre | 16:00 |
| Querétaro           | 2-1 | San Luis                 | Corregidora          | 30 de octubre | 16:00 |
| Celaya              | 1-0 | Lobos BUAP               | Miguel Alemán Valdés | 30 de octubre | 20:00 |
| Cruz Azul Oaxaca    | 4-1 | Tabasco                  | Benito Juárez        | 30 de octubre | 20:15 |
| Correcaminos        | 2-1 | Potros Neza              | Marte R. Gómez       | 30 de octubre | 20:30 |
| León                | 2-0 | Coatzacoalcos            | Nou Camp             | 31 de octubre | 12:00 |
| Durango             | 1-0 | Estudiantes de Santander | Francisco Zarco      | 31 de octubre | 12:00 |
| Chivas La Piedad    | 2-1 | Pachuca Juniors          | Juan N. López        | 31 de octubre | 16:00 |
| Huracanes de Colima | 0-1 | Cobras                   | Colima               | 31 de octubre | 16:00 |

| Pachuca Juniors          | 0-0 | Tigrillos Broncos   | Hidalgo                  | 4 de noviembre | 20:00 |
| Potros Neza              | 2-1 | Querétaro           | Neza 86                  | 5 de noviembre | 15:00 |
| San Luis                 | 3-0 | Huracanes de Colima | Alfonso Lastras          | 5 de noviembre | 20:45 |
| Lobos BUAP               | 1-0 | Cobras              | Olímpico de la BUAP      | 6 de noviembre | 15:00 |
| Tabasco                  | 0-0 | Durango             | Olímpico de Villahermosa | 6 de noviembre | 18:00 |
| Pioneros de Obregón      | 1-2 | Correcaminos        | Manuel Piri Sagasta      | 6 de noviembre | 19:00 |
| Coatzacoalcos            | 2-3 | Mérida              | Rafael Hernández Ochoa   | 6 de noviembre | 20:00 |
| Celaya                   | 2-1 | Cruz Azul Oaxaca    | Miguel Alemán Valdés     | 6 de noviembre | 20:00 |
| Atlético Mexiquense      | 2-2 | León                | Nemesio Díez             | 7 de noviembre | 12:00 |
| Estudiantes de Santander | 1-1 | Chivas La Piedad    | Altamira                 | 7 de noviembre | 15:00 |

| Mérida              | 2-1 | Atlético Mexiquense      | Carlos Iturralde       | 12 de noviembre | 20:30 |
| Lobos BUAP          | 1-2 | Cruz Azul Oaxaca         | Olímpico de la BUAP    | 13 de noviembre | 15:00 |
| Querétaro           | 2-2 | Pioneros de Obregón      | Corregidora            | 13 de noviembre | 16:00 |
| Cobras              | 3-1 | San Luis                 | Olímpico Benito Juárez | 13 de noviembre | 16:00 |
| Tigrillos Broncos   | 3-1 | Estudiantes de Santander | Centenario LM          | 13 de noviembre | 17:00 |
| Correcaminos        | 2-1 | Coatzacoalcos            | Marte R. Gómez         | 13 de noviembre | 20:30 |
| León                | 1-0 | Pachuca Juniors          | Nou Camp               | 14 de noviembre | 12:00 |
| Durango             | 0-0 | Celaya                   | Francisco Zarco        | 14 de noviembre | 12:00 |
| Huracanes de Colima | 5-1 | Potros Neza              | Colima                 | 14 de noviembre | 16:00 |
| Chivas La Piedad    | 7-0 | Tabasco                  | Juan N. López          | 14 de noviembre | 16:00 |

| Pioneros de Obregón      | 3-1 | Huracanes de Colima | Manuel Piri Sagasta      | 20 de noviembre | 15:00 |
| Pachuca Juniors          | 3-3 | Mérida              | Hidalgo                  | 20 de noviembre | 15:00 |
| Celaya                   | 3-1 | Chivas La Piedad    | Miguel Alemán Valdés     | 20 de noviembre | 15:00 |
| Potros Neza              | 0-0 | Cobras              | Neza 86                  | 20 de noviembre | 15:00 |
| Tabasco                  | 2-2 | Tigrillos Broncos   | Olímpico de Villahermosa | 20 de noviembre | 15:00 |
| Cruz Azul Oaxaca         | 3-2 | Durango             | Benito Juárez            | 20 de noviembre | 15:00 |
| San Luis                 | 3-2 | Lobos BUAP          | Alfonso Lastras          | 20 de noviembre | 15:00 |
| Coatzacoalcos            | 0-3 | Querétaro           | Rafael Hernández Ochoa   | 20 de noviembre | 15:00 |
| Atlético Mexiquense      | 3-0 | Correcaminos        | Nemesio Díez             | 20 de noviembre | 15:00 |
| Estudiantes de Santander | 0-1 | León                | Altamira                 | 20 de noviembre | 15:00 |

## Grupos

### Grupo 1
| Pos. | Equipo              | Pts. | PJ | G  | E | P  | GF | GC | Dif. | Clasificación                   |
| ---- | ------------------- | ---- | -- | -- | - | -- | -- | -- | ---- | ------------------------------- |
| 1    | San Luis (C)        | 34   | 19 | 10 | 4 | 5  | 46 | 25 | +21  | Cuartos de final de la liguilla |
| 2    | Atlético Mexiquense | 32   | 19 | 9  | 5 | 5  | 28 | 19 | +9   | Cuartos de final de la liguilla |
| 3    | Tigrillos Broncos   | 30   | 19 | 8  | 6 | 5  | 25 | 20 | +5   | Reclasificación a liguilla      |
| 4    | Colima              | 24   | 19 | 6  | 6 | 7  | 21 | 25 | −4   |                                 |
| 5    | Chivas La Piedad    | 17   | 19 | 4  | 5 | 10 | 28 | 41 | −13  |                                 |

 Fuente: [cita requerida]

### Grupo 2
| Pos. | Equipo         | Pts. | PJ | G | E  | P  | GF | GC | Dif. | Clasificación                   |
| ---- | -------------- | ---- | -- | - | -- | -- | -- | -- | ---- | ------------------------------- |
| 1    | Mérida         | 26   | 19 | 5 | 11 | 3  | 34 | 30 | +4   | Cuartos de final de la liguilla |
| 2    | Ciudad Obregón | 26   | 19 | 7 | 5  | 7  | 24 | 24 | 0    | Reclasificación a liguilla      |
| 3    | Durango        | 24   | 19 | 5 | 9  | 5  | 27 | 25 | +2   |                                 |
| 4    | Tabasco        | 22   | 19 | 5 | 7  | 7  | 25 | 39 | −14  |                                 |
| 5    | Coatzacoalcos  | 19   | 19 | 5 | 4  | 10 | 24 | 32 | −8   |                                 |

 Fuente: [cita requerida]

### Grupo 3
| Pos. | Equipo           | Pts. | PJ | G | E | P  | GF | GC | Dif. | Clasificación                   |
| ---- | ---------------- | ---- | -- | - | - | -- | -- | -- | ---- | ------------------------------- |
| 1    | León             | 32   | 19 | 9 | 5 | 5  | 26 | 18 | +8   | Cuartos de final de la liguilla |
| 2    | Cruz Azul Oaxaca | 26   | 19 | 7 | 5 | 7  | 29 | 28 | +1   | Reclasificación a liguilla      |
| 3    | Celaya           | 26   | 19 | 6 | 8 | 5  | 23 | 24 | −1   |                                 |
| 4    | Pachuca Juniors  | 21   | 19 | 5 | 6 | 8  | 26 | 25 | +1   |                                 |
| 5    | Potros Neza      | 19   | 19 | 5 | 4 | 10 | 21 | 30 | −9   |                                 |

 Fuente: [cita requerida]

### Grupo 4
| Pos. | Equipo                   | Pts. | PJ | G | E | P  | GF | GC | Dif. | Clasificación                   |
| ---- | ------------------------ | ---- | -- | - | - | -- | -- | -- | ---- | ------------------------------- |
| 1    | Querétaro                | 32   | 19 | 9 | 5 | 5  | 37 | 32 | +5   | Cuartos de final de la liguilla |
| 2    | Cobras                   | 30   | 19 | 9 | 3 | 7  | 22 | 17 | +5   | Cuartos de final de la liguilla |
| 3    | Correcaminos UAT         | 30   | 19 | 8 | 6 | 5  | 24 | 24 | 0    | Reclasificación a liguilla      |
| 4    | Lobos BUAP               | 27   | 19 | 7 | 6 | 6  | 27 | 26 | +1   |                                 |
| 5    | Estudiantes de Santander | 15   | 19 | 3 | 6 | 10 | 19 | 32 | −13  |                                 |

 Fuente: [cita requerida]

## Tabla general
| Pos. | Equipo                   | Pts. | PJ | G  | E  | P  | GF | GC | Dif. | Clasificación                   |
| ---- | ------------------------ | ---- | -- | -- | -- | -- | -- | -- | ---- | ------------------------------- |
| 1    | San Luis (C)             | 34   | 19 | 10 | 4  | 5  | 46 | 25 | +21  | Cuartos de final de la liguilla |
| 2    | Atlético Mexiquense      | 32   | 19 | 9  | 5  | 5  | 28 | 19 | +9   | Cuartos de final de la liguilla |
| 3    | León                     | 32   | 19 | 9  | 5  | 5  | 26 | 18 | +8   | Cuartos de final de la liguilla |
| 4    | Querétaro                | 32   | 19 | 9  | 5  | 5  | 37 | 32 | +5   | Cuartos de final de la liguilla |
| 5    | Tigrillos Broncos        | 30   | 19 | 8  | 6  | 5  | 25 | 20 | +5   | Reclasificación a liguilla      |
| 6    | Cobras                   | 30   | 19 | 9  | 3  | 7  | 22 | 17 | +5   | Cuartos de final de la liguilla |
| 7    | Correcaminos UAT         | 30   | 19 | 8  | 6  | 5  | 24 | 24 | 0    | Reclasificación a liguilla      |
| 8    | Lobos BUAP               | 27   | 19 | 7  | 6  | 6  | 27 | 26 | +1   |                                 |
| 9    | Mérida                   | 26   | 19 | 5  | 11 | 3  | 34 | 30 | +4   | Cuartos de final de la liguilla |
| 10   | Cruz Azul Oaxaca         | 26   | 19 | 7  | 5  | 7  | 29 | 28 | +1   | Reclasificación a liguilla      |
| 11   | Ciudad Obregón           | 26   | 19 | 7  | 5  | 7  | 24 | 24 | 0    | Reclasificación a liguilla      |
| 12   | Celaya                   | 26   | 19 | 6  | 8  | 5  | 23 | 24 | −1   |                                 |
| 13   | Durango                  | 24   | 19 | 5  | 9  | 5  | 27 | 25 | +2   |                                 |
| 14   | Colima                   | 24   | 19 | 6  | 6  | 7  | 21 | 25 | −4   |                                 |
| 15   | Tabasco                  | 22   | 19 | 5  | 7  | 7  | 25 | 39 | −14  |                                 |
| 16   | Pachuca Juniors          | 21   | 19 | 5  | 6  | 8  | 26 | 25 | +1   |                                 |
| 17   | Coatzacoalcos            | 19   | 19 | 5  | 4  | 10 | 24 | 32 | −8   |                                 |
| 18   | Atlante Neza             | 19   | 19 | 5  | 4  | 10 | 21 | 30 | −9   |                                 |
| 19   | Chivas La Piedad         | 17   | 19 | 4  | 5  | 10 | 28 | 41 | −13  |                                 |
| 20   | Estudiantes de Santander | 15   | 19 | 3  | 6  | 10 | 19 | 32 | −13  |                                 |

 Fuente: [cita requerida]

## Tabla porcentual
| Pos. | Equipo              | PJ | Pts | Dif. | Cociente |
| ---- | ------------------- | -- | --- | ---- | -------- |
| 16.  | Pioneros de Obregón | 94 | 114 | -32  | 1.2128   |
| 17.  | Huracanes de Colima | 94 | 113 | -23  | 1.2021   |
| 18.  | Cruz Azul Oaxaca    | 94 | 110 | -16  | 1.1702   |
| 19.  | Potros Neza         | 94 | 107 | -29  | 1.1383   |
| 20.  | Pachuca Juniors     | 19 | 21  | 1    | 1.1053   |

     Desciende a Segunda División

## Reclasificación
| 24 de noviembre de 2004, 20:00 | Pioneros de Obregón | 2:1 | Tigrillos Broncos | Estadio Manuel Piri Sagasta, Ciudad Obregón |  |

| 27 de noviembre de 2004, 15:00                          | Tigrillos Broncos | 2:0 (3:2) | Pioneros de Obregón | Estadio Centenario LM, Los Mochis |  |
| Tigrillos Broncos avanzó a cuartos de final. 3-2 Global |                   |           |                     |                                   |  |

| 24 de noviembre de 2004, 16:00 | Cruz Azul Oaxaca | 3:0 | Correcaminos | Estadio Benito Juárez, Oaxaca |  |

| 27 de noviembre de 2004, 15:00                     | Correcaminos | 4:0 (4:3) | Cruz Azul Oaxaca | Estadio Marte R. Gómez, Ciudad Victoria |  |
| Correcaminos avanzó a cuartos de final. 4-3 Global |              |           |                  |                                         |  |

## Liguilla
|  | Reclasificación                                                | Reclasificación                                                | Reclasificación                                                | Reclasificación                                                | Reclasificación                                                |   |   | Cuartos de final                                                     | Cuartos de final                                                     | Cuartos de final                                                     | Cuartos de final                                                     | Cuartos de final                                                     |   |   | Semifinales                                                   | Semifinales                                                   | Semifinales                                                   | Semifinales                                                   | Semifinales                                                   |   |  | Final                                                          | Final                                                          | Final                                                          | Final                                                          | Final                                                          |  |
|  | 24 de noviembre de 2004 (ida) 27 de noviembre de 2004 (vuelta) | 24 de noviembre de 2004 (ida) 27 de noviembre de 2004 (vuelta) | 24 de noviembre de 2004 (ida) 27 de noviembre de 2004 (vuelta) | 24 de noviembre de 2004 (ida) 27 de noviembre de 2004 (vuelta) | 24 de noviembre de 2004 (ida) 27 de noviembre de 2004 (vuelta) |   |   | 1 y 2 de diciembre de 2004 (ida) 4 y 5 de diciembre de 2004 (vuelta) | 1 y 2 de diciembre de 2004 (ida) 4 y 5 de diciembre de 2004 (vuelta) | 1 y 2 de diciembre de 2004 (ida) 4 y 5 de diciembre de 2004 (vuelta) | 1 y 2 de diciembre de 2004 (ida) 4 y 5 de diciembre de 2004 (vuelta) | 1 y 2 de diciembre de 2004 (ida) 4 y 5 de diciembre de 2004 (vuelta) |   |   | 8 de diciembre de 2004 (ida) 11 de diciembre de 2004 (vuelta) | 8 de diciembre de 2004 (ida) 11 de diciembre de 2004 (vuelta) | 8 de diciembre de 2004 (ida) 11 de diciembre de 2004 (vuelta) | 8 de diciembre de 2004 (ida) 11 de diciembre de 2004 (vuelta) | 8 de diciembre de 2004 (ida) 11 de diciembre de 2004 (vuelta) |   |  | 15 de diciembre de 2004 (ida) 18 de diciembre de 2004 (vuelta) | 15 de diciembre de 2004 (ida) 18 de diciembre de 2004 (vuelta) | 15 de diciembre de 2004 (ida) 18 de diciembre de 2004 (vuelta) | 15 de diciembre de 2004 (ida) 18 de diciembre de 2004 (vuelta) | 15 de diciembre de 2004 (ida) 18 de diciembre de 2004 (vuelta) |  |
|  |                                                                |                                                                |                                                                |                                                                |                                                                |   |   |                                                                      |                                                                      |                                                                      |                                                                      |                                                                      |   |   |                                                               |                                                               |                                                               |                                                               |                                                               |   |  |                                                                |                                                                |                                                                |                                                                |                                                                |  |
|  |                                                                |                                                                |                                                                |                                                                |                                                                |   |   |                                                                      |                                                                      |                                                                      |                                                                      |                                                                      |   |   |                                                               |                                                               |                                                               |                                                               |                                                               |   |  |                                                                |                                                                |                                                                |                                                                |                                                                |  |
|  |                                                                |                                                                |                                                                |                                                                |                                                                |   |   |                                                                      |                                                                      |                                                                      |                                                                      |                                                                      |   |   |                                                               |                                                               |                                                               |                                                               |                                                               |   |  |                                                                |                                                                |                                                                |                                                                |                                                                |  |
|  |                                                                |                                                                |                                                                |                                                                |                                                                |   |   |                                                                      |                                                                      |                                                                      |                                                                      |                                                                      |   |   |                                                               |                                                               |                                                               |                                                               |                                                               |   |  |                                                                |                                                                |                                                                |                                                                |                                                                |  |
|  |                                                                |                                                                |                                                                |                                                                |                                                                |   |   |                                                                      |                                                                      |                                                                      |                                                                      |                                                                      |   |   |                                                               |                                                               |                                                               |                                                               |                                                               |   |  |                                                                |                                                                |                                                                |                                                                |                                                                |  |
|  |                                                                | 1                                                              | San Luis (*)                                                   | 0                                                              | 4                                                              | 4 |   |                                                                      |                                                                      |                                                                      |                                                                      |                                                                      |   |   |                                                               |                                                               |                                                               |                                                               |                                                               |   |  |                                                                |                                                                |                                                                |                                                                |                                                                |  |
|  |                                                                |                                                                |                                                                |                                                                |                                                                | 4 |   |                                                                      |                                                                      |                                                                      |                                                                      |                                                                      |   |   |                                                               |                                                               |                                                               |                                                               |                                                               |   |  |                                                                |                                                                |                                                                |                                                                |                                                                |  |
|  |                                                                |                                                                | 9                                                              | Mérida                                                         | 1                                                              | 3 | 4 |                                                                      |                                                                      |                                                                      |                                                                      |                                                                      |   |   |                                                               |                                                               |                                                               |                                                               |                                                               |   |  |                                                                |                                                                |                                                                |                                                                |                                                                |  |
|  |                                                                |                                                                | 9                                                              | Mérida                                                         | 1                                                              | 3 | 4 |                                                                      |                                                                      |                                                                      |                                                                      |                                                                      |   |   |                                                               |                                                               |                                                               |                                                               |                                                               |   |  |                                                                |                                                                |                                                                |                                                                |                                                                |  |
|  |                                                                |                                                                |                                                                |                                                                |                                                                |   |   |                                                                      |                                                                      |                                                                      |                                                                      |                                                                      |   |   |                                                               |                                                               |                                                               |                                                               |                                                               |   |  |                                                                |                                                                |                                                                |                                                                |                                                                |  |
|  |                                                                |                                                                |                                                                |                                                                |                                                                |   |   |                                                                      |                                                                      |                                                                      |                                                                      |                                                                      |   |   |                                                               |                                                               |                                                               |                                                               |                                                               |   |  |                                                                |                                                                |                                                                |                                                                |                                                                |  |
|  |                                                                |                                                                |                                                                |                                                                |                                                                |   |   |                                                                      | 1                                                                    | San Luis                                                             | 1                                                                    | 5                                                                    | 6 |   |                                                               |                                                               |                                                               |                                                               |                                                               |   |  |                                                                |                                                                |                                                                |                                                                |                                                                |  |
|  |                                                                |                                                                |                                                                |                                                                |                                                                |   |   |                                                                      |                                                                      |                                                                      |                                                                      |                                                                      | 6 |   |                                                               |                                                               |                                                               |                                                               |                                                               |   |  |                                                                |                                                                |                                                                |                                                                |                                                                |  |
|  |                                                                |                                                                | 6                                                              | Cobras                                                         | 1                                                              | 1 | 2 |                                                                      |                                                                      |                                                                      |                                                                      |                                                                      |   |   |                                                               |                                                               |                                                               |                                                               |                                                               |   |  |                                                                |                                                                |                                                                |                                                                |                                                                |  |
|  |                                                                |                                                                | 6                                                              | Cobras                                                         | 1                                                              | 1 | 2 |                                                                      |                                                                      |                                                                      |                                                                      |                                                                      |   |   |                                                               |                                                               |                                                               |                                                               |                                                               |   |  |                                                                |                                                                |                                                                |                                                                |                                                                |  |
|  |                                                                |                                                                |                                                                |                                                                |                                                                |   |   |                                                                      |                                                                      |                                                                      |                                                                      |                                                                      |   |   |                                                               |                                                               |                                                               |                                                               |                                                               |   |  |                                                                |                                                                |                                                                |                                                                |                                                                |  |
|  |                                                                |                                                                |                                                                |                                                                |                                                                |   |   |                                                                      |                                                                      |                                                                      |                                                                      |                                                                      |   |   |                                                               |                                                               |                                                               |                                                               |                                                               |   |  |                                                                |                                                                |                                                                |                                                                |                                                                |  |
|  |                                                                | 3                                                              | León                                                           | 0                                                              | 3                                                              | 3 |   |                                                                      |                                                                      |                                                                      |                                                                      |                                                                      |   |   |                                                               |                                                               |                                                               |                                                               |                                                               |   |  |                                                                |                                                                |                                                                |                                                                |                                                                |  |
|  |                                                                |                                                                |                                                                |                                                                |                                                                | 3 |   |                                                                      |                                                                      |                                                                      |                                                                      |                                                                      |   |   |                                                               |                                                               |                                                               |                                                               |                                                               |   |  |                                                                |                                                                |                                                                |                                                                |                                                                |  |
|  |                                                                |                                                                | 6                                                              | Cobras                                                         | 2                                                              | 2 | 4 |                                                                      |                                                                      |                                                                      |                                                                      |                                                                      |   |   |                                                               |                                                               |                                                               |                                                               |                                                               |   |  |                                                                |                                                                |                                                                |                                                                |                                                                |  |
|  |                                                                |                                                                | 6                                                              | Cobras                                                         | 2                                                              | 2 | 4 |                                                                      |                                                                      |                                                                      |                                                                      |                                                                      |   |   |                                                               |                                                               |                                                               |                                                               |                                                               |   |  |                                                                |                                                                |                                                                |                                                                |                                                                |  |
|  |                                                                |                                                                |                                                                |                                                                |                                                                |   |   |                                                                      |                                                                      |                                                                      |                                                                      |                                                                      |   |   |                                                               |                                                               |                                                               |                                                               |                                                               |   |  |                                                                |                                                                |                                                                |                                                                |                                                                |  |
|  |                                                                |                                                                |                                                                |                                                                |                                                                |   |   |                                                                      |                                                                      |                                                                      |                                                                      |                                                                      |   |   |                                                               |                                                               |                                                               |                                                               |                                                               |   |  |                                                                |                                                                |                                                                |                                                                |                                                                |  |
|  |                                                                |                                                                |                                                                |                                                                |                                                                |   |   |                                                                      |                                                                      |                                                                      |                                                                      |                                                                      |   |   |                                                               | 1                                                             | San Luis                                                      | 0                                                             | 3                                                             | 3 |  |                                                                |                                                                |                                                                |                                                                |                                                                |  |
|  |                                                                |                                                                |                                                                |                                                                |                                                                |   |   |                                                                      |                                                                      |                                                                      |                                                                      |                                                                      |   |   |                                                               |                                                               |                                                               |                                                               |                                                               | 3 |  |                                                                |                                                                |                                                                |                                                                |                                                                |  |
|  |                                                                |                                                                | 2                                                              | Atlético Mexiquense                                            | 1                                                              | 1 | 2 |                                                                      |                                                                      |                                                                      |                                                                      |                                                                      |   |   |                                                               |                                                               |                                                               |                                                               |                                                               |   |  |                                                                |                                                                |                                                                |                                                                |                                                                |  |
|  |                                                                |                                                                | 2                                                              | Atlético Mexiquense                                            | 1                                                              | 1 | 2 |                                                                      |                                                                      |                                                                      |                                                                      |                                                                      |   |   |                                                               |                                                               |                                                               |                                                               |                                                               |   |  |                                                                |                                                                |                                                                |                                                                |                                                                |  |
|  |                                                                |                                                                |                                                                |                                                                |                                                                |   |   |                                                                      |                                                                      |                                                                      |                                                                      |                                                                      |   |   |                                                               |                                                               |                                                               |                                                               |                                                               |   |  |                                                                |                                                                |                                                                |                                                                |                                                                |  |
|  |                                                                |                                                                |                                                                |                                                                |                                                                |   |   |                                                                      |                                                                      |                                                                      |                                                                      |                                                                      |   |   |                                                               |                                                               |                                                               |                                                               |                                                               |   |  |                                                                |                                                                |                                                                |                                                                |                                                                |  |
|  |                                                                | 2                                                              | Atlético Mexiquense                                            | 0                                                              | 2                                                              | 2 |   |                                                                      |                                                                      |                                                                      |                                                                      |                                                                      |   |   |                                                               |                                                               |                                                               |                                                               |                                                               |   |  |                                                                |                                                                |                                                                |                                                                |                                                                |  |
|  |                                                                |                                                                |                                                                |                                                                |                                                                | 2 |   |                                                                      |                                                                      |                                                                      |                                                                      |                                                                      |   |   |                                                               |                                                               |                                                               |                                                               |                                                               |   |  |                                                                |                                                                |                                                                |                                                                |                                                                |  |
|  |                                                                |                                                                | 7                                                              | Correcaminos UAT                                               | 0                                                              | 1 | 1 |                                                                      |                                                                      |                                                                      |                                                                      |                                                                      |   |   |                                                               |                                                               |                                                               |                                                               |                                                               |   |  |                                                                |                                                                |                                                                |                                                                |                                                                |  |
|  | 7                                                              | Correcaminos UAT                                               | 7                                                              | Correcaminos UAT                                               | 0                                                              | 1 | 1 | 0                                                                    | 4                                                                    | 4                                                                    |                                                                      |                                                                      |   |   |                                                               |                                                               |                                                               |                                                               |                                                               |   |  |                                                                |                                                                |                                                                |                                                                |                                                                |  |
|  | 7                                                              | Correcaminos UAT                                               |                                                                |                                                                |                                                                |   |   |                                                                      |                                                                      | 4                                                                    |                                                                      |                                                                      |   |   |                                                               |                                                               |                                                               |                                                               |                                                               |   |  |                                                                |                                                                |                                                                |                                                                |                                                                |  |
|  | 10                                                             | Cruz Azul Oaxaca                                               | 3                                                              | 0                                                              | 3                                                              |   |   |                                                                      |                                                                      |                                                                      |                                                                      |                                                                      |   |   |                                                               |                                                               |                                                               |                                                               |                                                               |   |  |                                                                |                                                                |                                                                |                                                                |                                                                |  |
|  | 10                                                             | Cruz Azul Oaxaca                                               | 3                                                              | 0                                                              | 3                                                              |   |   |                                                                      |                                                                      |                                                                      |                                                                      |                                                                      |   | 2 | Atlético Mexiquense                                           | 1                                                             | 4                                                             | 5                                                             |                                                               |   |  |                                                                |                                                                |                                                                |                                                                |                                                                |  |
|  |                                                                |                                                                |                                                                |                                                                |                                                                |   |   |                                                                      |                                                                      |                                                                      |                                                                      |                                                                      |   | 2 | Atlético Mexiquense                                           | 1                                                             | 4                                                             | 5                                                             |                                                               |   |  |                                                                |                                                                |                                                                |                                                                |                                                                |  |
|  |                                                                |                                                                | 4                                                              | Querétaro                                                      | 0                                                              | 3 | 3 |                                                                      |                                                                      |                                                                      |                                                                      |                                                                      |   |   |                                                               |                                                               |                                                               |                                                               |                                                               |   |  |                                                                |                                                                |                                                                |                                                                |                                                                |  |
|  |                                                                |                                                                | 4                                                              | Querétaro                                                      | 0                                                              | 3 | 3 |                                                                      |                                                                      |                                                                      |                                                                      |                                                                      |   |   |                                                               |                                                               |                                                               |                                                               |                                                               |   |  |                                                                |                                                                |                                                                |                                                                |                                                                |  |
|  |                                                                |                                                                |                                                                |                                                                |                                                                |   |   |                                                                      |                                                                      |                                                                      |                                                                      |                                                                      |   |   |                                                               |                                                               |                                                               |                                                               |                                                               |   |  |                                                                |                                                                |                                                                |                                                                |                                                                |  |
|  |                                                                |                                                                |                                                                |                                                                |                                                                |   |   |                                                                      |                                                                      |                                                                      |                                                                      |                                                                      |   |   |                                                               |                                                               |                                                               |                                                               |                                                               |   |  |                                                                |                                                                |                                                                |                                                                |                                                                |  |
|  |                                                                | 4                                                              | Querétaro                                                      | 3                                                              | 2                                                              | 5 |   |                                                                      |                                                                      |                                                                      |                                                                      |                                                                      |   |   |                                                               |                                                               |                                                               |                                                               |                                                               |   |  |                                                                |                                                                |                                                                |                                                                |                                                                |  |
|  |                                                                |                                                                |                                                                |                                                                |                                                                | 5 |   |                                                                      |                                                                      |                                                                      |                                                                      |                                                                      |   |   |                                                               |                                                               |                                                               |                                                               |                                                               |   |  |                                                                |                                                                |                                                                |                                                                |                                                                |  |
|  |                                                                |                                                                | 5                                                              | Tigrillos Broncos                                              | 2                                                              | 2 | 4 |                                                                      |                                                                      |                                                                      |                                                                      |                                                                      |   |   |                                                               |                                                               |                                                               |                                                               |                                                               |   |  |                                                                |                                                                |                                                                |                                                                |                                                                |  |
|  | 5                                                              | Tigrillos Broncos                                              | 5                                                              | Tigrillos Broncos                                              | 2                                                              | 2 | 4 | 1                                                                    | 2                                                                    | 3                                                                    |                                                                      |                                                                      |   |   |                                                               |                                                               |                                                               |                                                               |                                                               |   |  |                                                                |                                                                |                                                                |                                                                |                                                                |  |
|  | 5                                                              | Tigrillos Broncos                                              |                                                                |                                                                |                                                                |   |   |                                                                      |                                                                      | 3                                                                    |                                                                      |                                                                      |   |   |                                                               |                                                               |                                                               |                                                               |                                                               |   |  |                                                                |                                                                |                                                                |                                                                |                                                                |  |
|  | 9                                                              | Obregón                                                        | 2                                                              | 0                                                              | 2                                                              |   |   |                                                                      |                                                                      |                                                                      |                                                                      |                                                                      |   |   |                                                               |                                                               |                                                               |                                                               |                                                               |   |  |                                                                |                                                                |                                                                |                                                                |                                                                |  |
|  | 9                                                              | Obregón                                                        | 2                                                              | 0                                                              | 2                                                              |   |   |                                                                      |                                                                      |                                                                      |                                                                      |                                                                      |   |   |                                                               |                                                               |                                                               |                                                               |                                                               |   |  |                                                                |                                                                |                                                                |                                                                |                                                                |  |
|  |                                                                |                                                                |                                                                |                                                                |                                                                |   |   |                                                                      |                                                                      |                                                                      |                                                                      |                                                                      |   |   |                                                               |                                                               |                                                               |                                                               |                                                               |   |  |                                                                |                                                                |                                                                |                                                                |                                                                |  |

- (*) Avanza por su posición en la tabla general.

### Cuartos de final
| 1 de diciembre de 2004, 15:00 | Correcaminos | 0:0 | Atlético Mexiquense | Estadio Marte R. Gómez, Ciudad Victoria |  |

| 4 de diciembre de 2004, 12:00                        | Atlético Mexiquense | 2:1 (2:1) | Correcaminos | Estadio Nemesio Díez, Toluca |  |
| Atlético Mexiquense avanzó a semifinales. 2-1 Global |                     |           |              |                              |  |

| 1 de diciembre de 2004, 15:00 | Tigrillos Broncos | 2:3 | Querétaro | Estadio Centenario LM, Los Mochis |  |

| 4 de diciembre de 2004, 20:00                   | Querétaro | 2:2 (5:4) | Tigrillos Broncos | Estadio Corregidora, Santiago de Querétaro |  |
| Querétaro avanzó a cuartos de final. 5-4 Global |           |           |                   |                                            |  |

| 1 de diciembre de 2004, 20:30 | Mérida | 1:0 | San Luis | Estadio Carlos Iturralde Rivero, Mérida |  |

| 4 de diciembre de 2004, 19:00                                            | San Luis | 4:3 (4:4) | Mérida | Estadio Alfonso Lastras Ramírez, San Luis Potosí |  |
| San Luis avanzó a semifinales por mejor posición en la tabla. 4-4 Global |          |           |        |                                                  |  |

| 2 de diciembre de 2004, 14:00 | Cobras | 2:0 | León | Estadio Olímpico Benito Juárez, Ciudad Juárez |  |

| 5 de diciembre de 2004, 12:00                | León | 3:2 (3:4) | Cobras | Nou Camp, León |  |
| Cobras avanzó a cuartos de final. 5-4 Global |      |           |        |                |  |

### Semifinales
| 8 de diciembre de 2004, 14:00 | Cobras | 1:1 | San Luis | Estadio Olímpico Benito Juárez, Ciudad Juárez |  |

| 11 de diciembre de 2004, 19:00         | San Luis | 5:1 (6:2) | Cobras | Estadio Alfonso Lastras Ramírez, San Luis Potosí |  |
| San Luis avanzó a la final. 6-2 Global |          |           |        |                                                  |  |

| 8 de diciembre de 2004, 20:00 | Querétaro | 0:1 | Atlético Mexiquense | Estadio Corregidora, Santiago de Querétaro |  |

| 11 de diciembre de 2004, 12:00                    | Atlético Mexiquense | 4:3 (5:3) | Querétaro | Estadio Nemesio Díez, Toluca |  |
| Atlético Mexiquense avanzó a la final. 5-3 Global |                     |           |           |                              |  |

### Final
| 15 de diciembre de 2004, 15:00 | Atlético Mexiquense | 1:0 | San Luis | Estadio Nemesio Díez, Toluca |  |

| 18 de diciembre de 2004, 19:00                        | San Luis | 3:1 (3:2) | Atlético Mexiquense | Estadio Alfonso Lastras Ramírez, San Luis Potosí |  |
| San Luis campeón del Torneo Apertura 2004. 3-2 Global |          |           |                     |                                                  |  |

| Campeón Apertura 2004 |
| --------------------- |
| San Luis (2° título)  |

| Predecesor: Clausura 2004 | Temporadas de la Primera División 'A' de México Apertura 2004 | Sucesor: Clausura 2005 |